# 川合孝典
川合 孝典（かわい たかのり、1964年1月29日 - ）は、日本の政治家。国民民主党所属の参議院議員（3期）。国民民主党幹事長代行兼参議院幹事長、民社協会会長、超党派自殺対策を推進する議員の会事務局長、UAゼンセン政治顧問、社会保険診療報酬支払基金労働組合特別顧問。UAゼンセン及び交通労連、JR連合、基金労組の組織内議員。

## 来歴

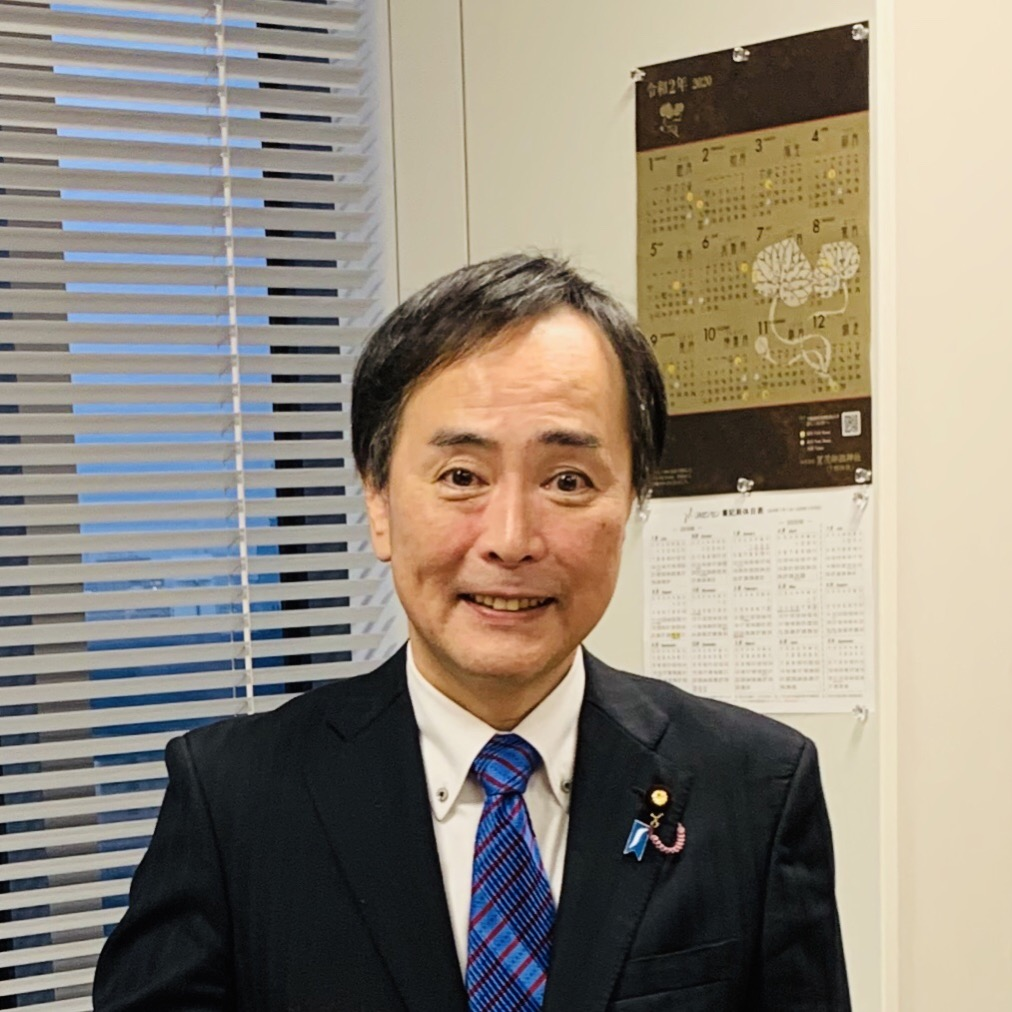
2020年1月、参議院議員会館にて

京都府京都市北区生まれ。現在は東京都目黒区在住。京都市立紫野高等学校、立命館大学法学部（刑事訴訟法：久岡康成ゼミ）卒業。1987年、帝人に入社。1998年から帝人労働組合東京支部長、2002年からUIゼンセン同盟東京都支部運営評議会議長、2005年からUIゼンセン同盟政治局政治委員会事務局長を務める。
2007年、第21回参議院議員通常選挙に民主党公認で比例区から出馬し、初当選を果たした。
参議院の常任委員会では、予算委員会（筆頭理事）を中心に厚生労働委員会（筆頭理事）、財政金融委員会（理事）、経済産業委員会、行政監視委員会（理事）、議院運営委員会（理事）に所属する。特別委員会は初当選以来、北朝鮮による拉致問題等に関する特別委員会（理事）に所属する。その他、憲法審査会委員、検察官適格審査会委員などを歴任。
2013年、第23回参議院議員通常選挙に民主党公認で比例区から出馬するも、党内順位8位の得票にとどまり次点で落選した。
2016年、第24回参議院議員通常選挙に民進党で比例区から出馬し、党内順位5位の得票で政界に返り咲きを果たし、3年ぶりに国政に復帰した。
同年9月、民進党政策審議会会長代理に就任。同年10月、超党派「自殺対策を推進する議員の会」事務局長に就任。
2017年2月、民進党「森友学園疑惑追及チーム」事務局長に就任。同年3月、民社協会専務理事、民進党「国家戦略特区（加計学園問題）疑惑追及チーム」事務局長に就任。
同年7月27日、民進党代表の蓮舫が、同月の東京都議会議員選挙の結果を受けて辞任を表明。蓮舫の辞任に伴う代表選挙（9月1日投開票）では前原誠司の推薦人に名を連ねた。9月、民進党国会対策委員長代理に就任。
同年10月27日、民進党代表の前原誠司が、同月の衆院選で党を分裂させる形で戦う原因をつくったことについて陳謝し、引責辞任を正式に表明。前原の辞任に伴う代表選挙（10月31日実施）では大塚耕平の推薦人に名を連ねた。
2018年1月、参議院予算委員会筆頭理事に就任。同年3月、民進党東京都連の臨時大会で立憲民主党に入党した長妻昭会長の後任として、民進党東京都連会長に就任。
同年5月7日、民進党と希望の党の合流により結党された国民民主党に参加。
5月8日、国民民主党の選挙対策委員長代理に就任した。同年5月、国民民主党政務調査会 財務金融・総務部会長、税制調査会筆頭副会長に就任。同年9月、国民民主党総務局長、国民民主党企業団体副委員長、選挙対策委員長代理（留任）に就任。
同年10月、国民民主党政務調査会 厚生労働・文部科学・消費者部会長代行、国民民主党組織局長代行（自治体議員局長）に就任。同年12月、全国交通運輸労働組合総連合（交通労連）交通運輸政策研究会事務局長に就任。
2019年5月、東京民社協会長に就任。
2020年9月1日、川合ら国民民主党の産業別労働組合の支援を受ける組織内国会議員9人は、立憲民主党と国民民主党が合流する新党（新「立憲民主党」）に参加しないと決めた。その後、玉木雄一郎代表ら国民民主党の合流不参加組が結成した新「国民民主党」の参院会派「国民民主党・新緑風会」に参加し、9月24日、無所属のまま国民民主党の参議院国会対策委員長に就任した。
2020年10月20日、国民民主党に提出した入党届が両院議員総会で受理され、入党した。
2022年7月10日投開票の第26回参議院議員通常選挙で比例区から立候補し、国民民主党の候補者で3位の得票で3選。8月3日、党参議院幹事長に就任。12月、参議院国対委員長を退任し、党幹事長代行に就任。
2023年5月13日、民社協会会長に就任。

## 政策・発言など
- 2008年4月、「中小企業における経営の承継の円滑化に関する法律案」について参議院本会議で会派を代表して質問し「中小零細企業が深刻な経営状況に追い込まれた理由は、政府が行き過ぎた市場原理に基づく経営政策を強引に導入し推進したことにある」と発言した[18]。
- 2009年3月、議員立法「介護労働者の人材確保に関する特別措置法案」を発議者の一人として参議院に提出した。
- 2009年6月、「育児休業、介護休業等育児又は家族介護を行う労働者の福祉に関する法律」の改正に関し、参議院厚生労働委員会において他の先進国と日本の仕事と育児の両立支援策の差を指摘した。
- 2010年1月、福祉専門紙の取材に対して「介護サービスがきちんとビジネスとして成立するかどうかは、介護に従事する労働者が、人生設計をできるかどうか」と発言した[19]。
- 2011年5月、UIゼンセンが、節電施策に努めているパチンコホール企業の店舗対応と遊技業に従事する組合員の声をまとめ、蓮舫節電啓発担当大臣（当時）宛の請願書を内閣府に提出した際に同席した[20]。
- 2011年6月、民主党復興ビジョン検討チーム第3グループ（文部科学、厚生労働分野）主査として、東日本大震災の復旧・復興に向けた政策をとりまとめ、枝野幸男官房長官（当時）に提出した[21]。
- 2012年3月、「労働者派遣事業の適正な運営の確保及び派遣労働者の保護等に関する法律」の改正に関し、参議院厚生労働委員会で「労働政策審議会の需給調整部会の委員に派遣元企業、派遣労働者の代表者が含まれていない」と指摘した[22]。
- 2012年5月、民主党厚生労働部門会議の医療・介護ワーキングチーム薬事法制に関する小委員会委員長として、薬事法改正案をとりまとめた[23]。この改正案に再生医療についての一部条文が追加された内容が、2013年5月「薬事法等の一部を改正する法律案」として閣議決定され、国会に提出された。
- 2012年6月、民主党成長戦略・経済対策PTのもとに設置されたライフイノベーション小委員会事務局長として、内閣官房医療イノベーション室が策定する「医療イノベーション5か年戦略」に党側の意見を盛り込むための提言「医療イノベーション5か年戦略策定に向けて」を提出した[24]。
- 2012年8月、「高年齢者等の雇用の安定等に関する法律」の改正に関し参議院厚生労働委員会で雇用確保未実施企業への対策等を質問した[25]。
- 2012年9月、薬業経営専門月刊誌に論文を寄稿した[26]。
- 2013年3月、「所得税法等の一部を改正する法律案」について、参議院本会議で安倍晋三総理に質問し「企業のための経済でなく、人が幸せになるための経済、これを目指すことこそが政治にとって必要である」と発言した[27]。その際の安倍総理との円安をめぐる議論は報道された[28]。
- 2013年4月、指定薬物の規制強化に向け、超党派で参議院に提出された「麻薬及び向精神薬取締法及び薬事法の一部を改正する法律案」の発議者の一人。共同記者会見では「各党で協力して、法律を迅速に成立させて有効な施策を打つ。不幸な状態に陥る方を一人でも減らしたい」と発言した[29]。
- 2013年5月、拉致問題早期解決を訴える街頭署名61,691筆をUAゼンセンの青年組織ヤングリーブスとともに、古屋圭司拉致問題担当大臣に提出した[30]。
- 2013年7月、全国紙に「全国の加盟労組を回ったのは計3200回。支持者の国会見学への対応は多い時に1日5回を超え、計3万人。」と報じられた[31]。
- 2018年4月、民進党・国民民主党議員立法として「パワハラ規制法案」を発議者として参議院に提出。
- 2019年5月、国民民主党議員立法として「消費者対応業務関連特定行為対策の推進に関する法律案」を発議者として参議院に提出。

## 所属団体・議員連盟
- 明治の日を実現するための議員連盟（事務局次長）[32]